# Moho braccatus
Il moho di Kauai, o più correttamente ʻōʻō di Kauaʻi (Moho braccatus Cassin, 1855), è un uccello passeriforme estinto della famiglia dei Mohoidi.

## Etimologia
Il nome scientifico della specie, braccatus, deriva dal latino bracatus, "munito di braghe", in riferimento alla livrea di questi uccelli: il loro nome comune riprende quello in lingua hawaiana (nella quale questi uccelli sono noti come ʻōʻōʻāʻā, "moho nano") ed è un riferimento a quello che fu il loro areale.

## Descrizione

### Dimensioni
Coi suoi circa 20 cm di lunghezza, questo uccello era il più piccolo rappresentante del genere Moho.

### Aspetto
Si trattava di uccelletti dall'aspetto robusto, muniti di testa piccola e arrotondata, zampe forti e allungate, ali appuntite, coda piuttosto lunga e dall'estremità squadrata (ad eccezione delle due penne centrali, lievemente più lunghe delle altre e di forma appuntita) e becco piuttosto lungo e appuntito, lievemente ricurvo verso il basso: questi animali somigliavano molto (per il fenomeno della convergenza evolutiva) ai melifagidi australasiani o ai beccolungo neoguineani.
Il piumaggio era piuttosto sobrio rispetto alle altre specie di moho, presentandosi nero su testa, ali (che presentavano però una macchia bianca nell'area scapolare) e coda, mentre il dorso era di colore bruno e codione, ventre e fianchi presentavano decise sfumature color ruggine: sulla scapola era presente un ciuffo di piume erettili grigie, mentre gola e petto erano grigio-nerastri, con le singole penne orlate di bianco-grigiastro a dare un effetto screziato. Le penne delle zampe erano di un caratteristico colore giallo paglierino: da questa caratteristica deriva il nome scientifico della specie.

Il moho di Kauai presentava dimorfismo sessuale non particolarmente evidente, con le femmine dotate di giallo delle zampe meno evidente e di barratura golare maggiormente accentuata.
In ambedue i sessi il becco e le zampe erano di colore nero, mentre gli occhi erano di un caratteristico colore giallo chiaro.

## Biologia

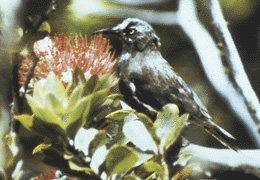
L'ultimo maschio di moho di Kauai cerca il cibo su ʻōhiʻa lehua.

Le abitudini di vita di questi uccelli sono poco conosciute: si trattava di uccelli dalle abitudini diurne, che verosimilmente vivevano da soli o in coppie.
I richiami del moho di Kauai erano limpidi e flautati: questi uccelli erano noti per essere piuttosto vocali, e sia i maschi che le femmine erano soliti cantare.

La canzone registrata dell'ultimo maschio di moho di Kauai è stata utilizzata come base per la canzone Manta Ray degli artisti J. Ralph e Anohni, utilizzata nella colonna sonora del documentario Racing Extinction.

### Alimentazione
Si trattava di uccelli insettivori e nettarivori, che grazie al lungo becco sottile ed alla lingua lunga e setolosa erano in grado di suggere il nettare dalle lunghe corolle dei fiori di lobelia, oltre che dall'ʻōhiʻa lehua, dalle piante introdotte di banana e (sebbene più sporadicamente) dal lapalapa, eventualmente nutrendosi anche dei piccoli invertebrati che ivi alloggiavano: rispetto alle altre specie di moho, nella dieta del moho di Kauai la componente insettivora pareva piuttosto consistente, comprendendo molti piccoli insetti ed artropodi locali (blatte, ragni, grilli prognatogrillidi, coleotteri e loro larve).
Il moho di Kauai cercava il cibo di origine animale fra le spaccature della corteccia e nei fiori: questo uccello utilizzava la forte coda appuntita per puntellarsi al tronco degli alberi mentre andava in cerca di cibo, similmente a quanto fanno i picchi.

### Riproduzione
Si trattava di uccelli monogami: i loro nidi, costruiti intrecciando rametti e foglie di felce, erano piuttosto fragili e trasandati, e venivano costruiti fra i rami più alti degli alberi, sebbene siano noti almeno tre casi nei quali il nido è stato costruito in cavità naturali di tronchi di ʻōhiʻa lehua.

## Distribuzione e habitat
Come intuibile dal nome comune, il moho di Kauai era endemico dell'isola hawaiiana di Kauai, della quale sembrava popolare tutte le aree di foresta, dal livello del mare alle cime più elevate.

## Tassonomia
Alcuni autori hanno proposto di spostare la specie in un proprio genere monotipico, Pseudomoho, in virtù delle differenze di morfologia e comportamento con gli altri moho, rispetto ai quali però presenta una scarsissima divergenza genetica, sicché l'ascrizione a Moho sembrerebbe corretta.

## Estinzione

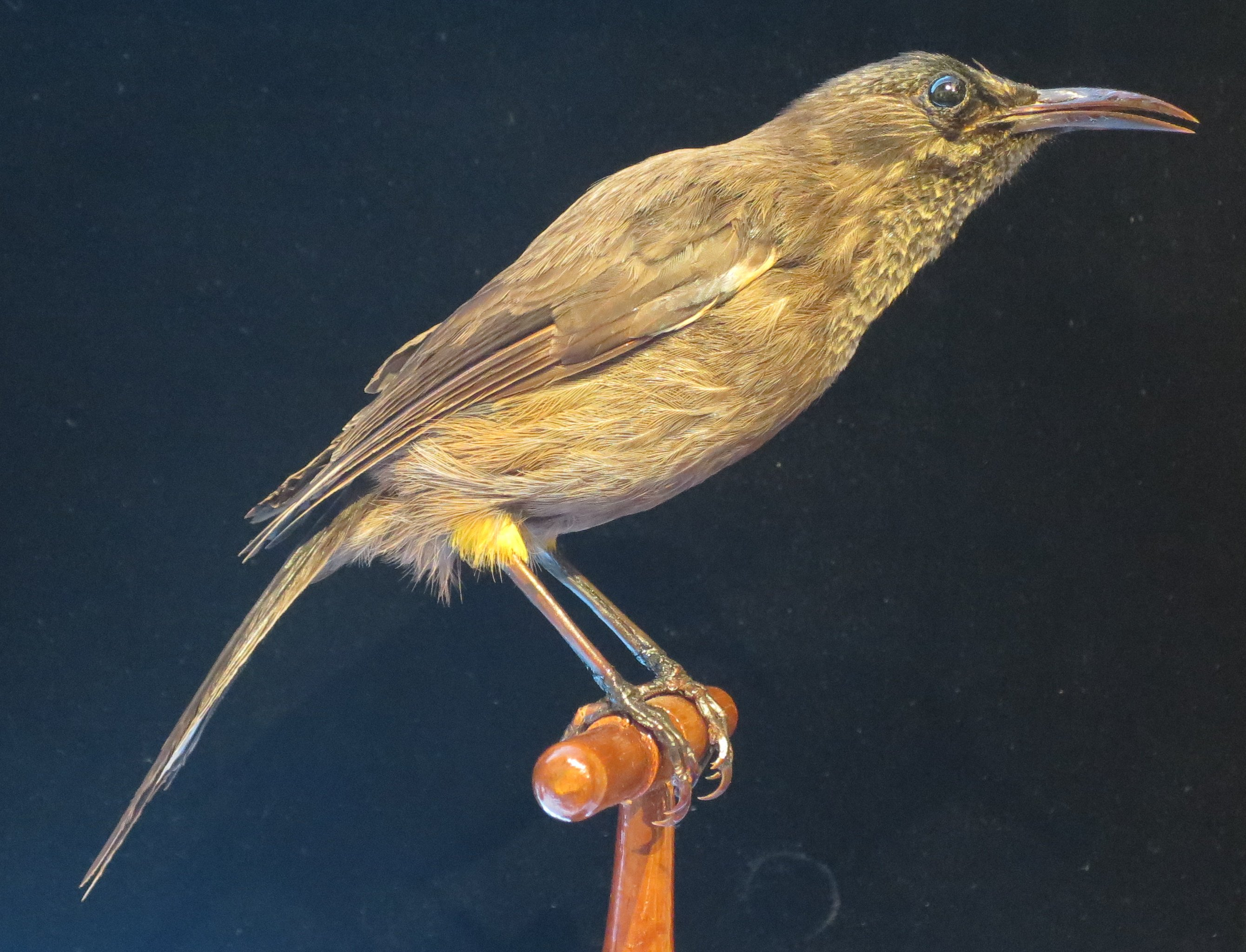
Esemplare impagliato al Museo Bernice Pauhai Bishop.

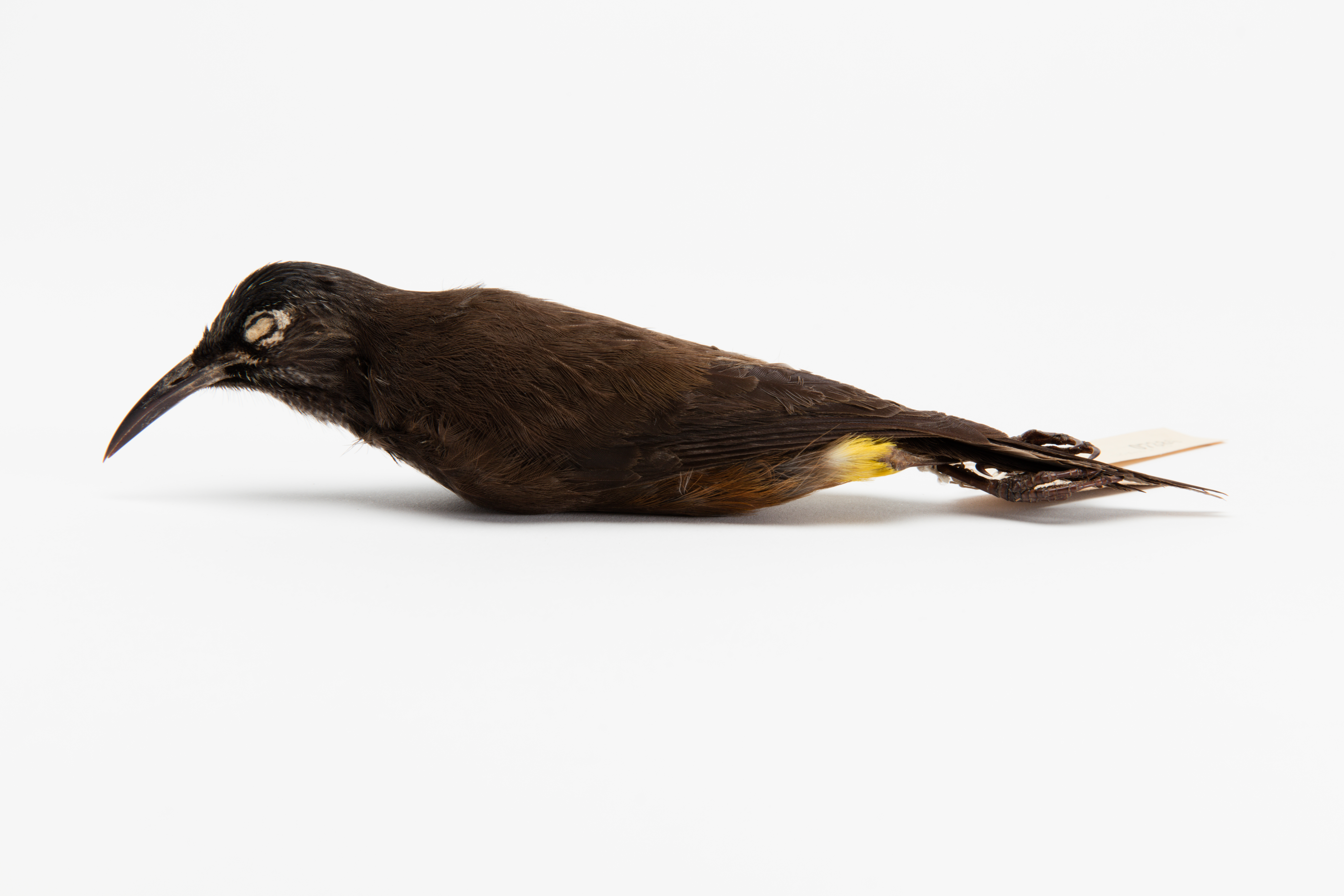
Esemplare impagliato ad Auckland.

Piuttosto comune in tutto il suo areale verso la fine del XIX secolo, già nei primi anni del XX secolo la specie era ritenuta estinta, prima che se ne avvistassero degli esemplari sul monte Waialeale negli anni sessanta.
Anche in quell'area protetta, tuttavia, il numero di questi uccelli continuò a diminuire, tanto che nel 1975 ed ancora nel 1981 si era a conoscenza dell'esistenza di un'unica coppia selvatica.
La fine per questa specie, verosimilmente, giunse l'anno successivo, nel 1982, quando l'uragano Iwa devastò l'arcipelago: la femmina scomparve, ed il maschio venne avvistato per l'ultima volta nel giugno del 1985 pur continuando a far udire il suo richiamo ancora fino al 29 aprile del 1987, giorno dal quale questo uccello non è più stato udito né avvistato.
Dopo anni di ricerche intensive iniziate nel 1989, la specie venne formalmente dichiarata estinta dalla IUCN nel 2000, ma non venne rimossa dalla Endangered Species Act del 1973 fino all'ottobre del 2023 su proposta di due anni prima della United States Fish and Wildlife Service, il principale ente di conservazione di specie protette negli Stati Uniti d'America.
La scomparsa di questa specie è dovuta a un certo numero di fattori, fra cui la distruzione dell'habitat per ottenere pascoli e terre coltivabili e la predazione da parte delle specie introdotte (principalmente ratti e maiali): in particolar modo questi ultimi, inoltre, creando pantani nei quali praticare l'insoglio, hanno favorito il diffondersi di zanzare, involontarie vettrici della malaria aviaria e del vaiolo aviario, due malattie alle quali gli uccelli hawaiani non erano preparati e che hanno causato l'estinzione o il confinamento in alta quota (dove le zanzare non possono arrivare) di numerosissime specie, fra cui anche il moho di Kauai. Essendo stato l'ultimo superstite della famiglia Mohoidae, la sua estinzione ha portato alla prima estinzione di un'intera famiglia aviaria in più di 500 anni.
Esemplari impagliati di moho di Kauai sono conservati ad Ann Arbor, Berlino, Brema, Cambridge (Massachusetts), Cambridge (Inghilterra), Dresda, Edimburgo, Honolulu, Liverpool, Oslo, Parigi, Philadelphia, Pittsburgh, New York, Stoccolma, Tring e Washington; in quest'ultima città sono conservati anche dei resti subfossili.